# IC 387
IC 387 је спирална галаксија у сазвјежђу Еридан која се налази на листи објеката дубоког неба у Индекс каталогу.
Деклинација објекта је - 7° 5' 11" а ректасцензија 4h 41m 44,2s. Привидна величина (магнитуда) објекта IC 387 износи 13,1 а фотографска магнитуда 13,8. Налази се на удаљености од 77,033 милиона парсека од Сунца. IC 387 је још познат и под ознакама MCG -1-12-44, IRAS 04393-0710, PGC 15831.